# Вольцогены
Вольцогены (нем. von Wolzogen) — древний дворянский род из Верхней Австрии.
Из его членов особенно известен Людвиг фон Вольцоген (1635—1690), профессор церковной истории, арминианец. Лейбниц в своей «Теодицее» назвал его первым рационалистом.
- Вольцоген, Каролина фон, немецкая поэтесса, 1763—1847, приятельница Шиллера
- Вольцоген, Людвиг фон, барон, прусский генерал, 1774—1845
- Вольцоген, Альфред фон, барон, немецкий писатель, 1823—1883
  - Вольцоген, Ганс фон, барон, сын предыдущего, родился в 1848, ярый вагнерианец, редактор «Байрейтского Листка»,
  - Вольцоген, Эрнст фон (1855—1934) — барон, немецкий беллетрист и драматург, основатель «Buntes Teater» — первого кабаре в Берлине